# 지질학의 원리

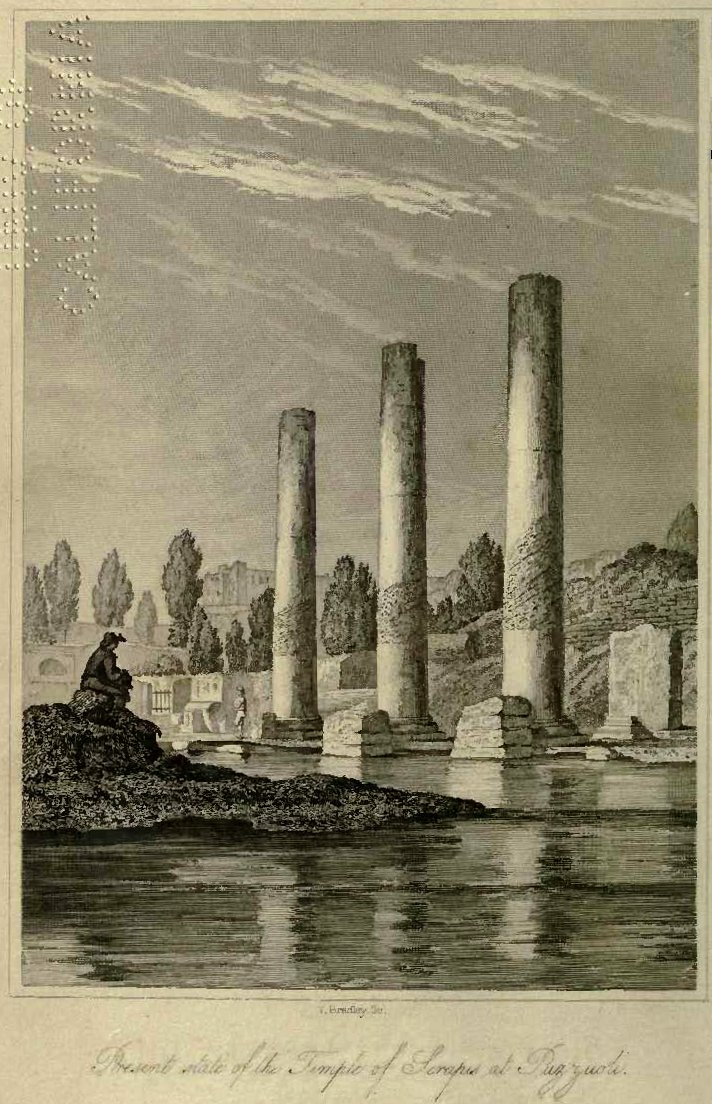

지질학의 원리(Principles of Geology, 현재를 참고하여 지표면의 이전 변화를 설명하는 시도로서)는 1830년에 출판된 스코틀랜드의 지질학자 찰스 라이엘의 책이다.

## 개요
1830년에서 1833년간 세 권으로 출판되었으며, 이 책은 중요한 지질 이론가로서 라이엘의 지위를 확립했고, 제임스 허턴이 최초로 제안한 동일과정설(uniformitarianism)이라는 개념을 널리 알렸다. 이 원리에서 중심 논점은 “현재가 과거의 핵심”이라는 개념이며, 먼 과거에서 온 지질학적 유물은 현재 작용하고 있는 지질학적 과정을 참고함으로써 설명될 수 있으며, 설명되어야 하고, 바로 관찰될 수 있어야 한다는 것이다.

## 저서
- 찰스 라이엘 (1830년), 《Principles of Geology》 1, London: John Murray
- 찰스 라이엘 (1832년), 《Principles of Geology》 2, London: John Murray
- 찰스 라이엘 (1833년), 《Principles of Geology》 3, London: John Murray

## 같이 보기
- 찰스 다윈